# Una y mil veces
Una y mil veces es el título del undécimo álbum de estudio de la banda de Pop-Rock madrileña Los Secretos.

## Producción
Disco publicado en el año 2006 y producido por Álvaro Urquijo que también se encargó de la composición de la mayoría de las canciones. Doce temas con el sonido ya clásico y bien conocido por el público de Los Secretos. Las letras parece que giran en torno al amor, sin embargo Álvaro comentó que "en las letras hay dobles sentidos, porque, aunque las van revestidas de amor, yo estoy mandando a la mierda muchas cosas".  El tema "Nada para ti habla", por ejemplo, trata, según su autor, "de gente que nunca ha hecho nada por mí o por Los Secretos y que ahora, con este boom de los ochenta, se han apuntado a mi lista de amigos y han querido sacar discos rarísimos y biografías extrañas sobre nosotros. Me he sentido manipulado por ellos y creo que me han engañado". El primer sencillo que se extrajo del álbum fue "Sólo para mí", un tema que Álvaro Urquijo dedica a su hija.
La banda presentó el álbum con una gira que comenzó en Toledo el 27 de abril y que pasó por 11 ciudades españolas, culminando el 8 de junio en el Palacio de Congresos de Madrid.

## Lista de canciones
| N.º | Título                                                                                                | Duración |  |
| 1.  | «Nada para ti» (Letra y música: Álvaro Urquijo)                                                       | 4:31     |  |
| 2.  | «Nos vemos en abril» (Letra: José María Granados, Jesús Redondo. Música: Jesús Redondo, Juanjo Ramos) | 3:38     |  |
| 3.  | «No está todo mal» (Letra y música: Álvaro Urquijo)                                                   | 3:44     |  |
| 4.  | «Llegó la soledad» (Letra y música: Álvaro Urquijo)                                                   | 4:08     |  |
| 5.  | «Sólo para mí» (Letra y música: Álvaro Urquijo)                                                       | 5:22     |  |
| 6.  | «Nos quisimos sin querer» (Letra: Jesús Redondo, José María granados. Música: Jesús Redondo)          | 3:41     |  |
| 7.  | «Escondido» (Letra y música: Álvaro Urquijo)                                                          | 3:57     |  |
| 8.  | «Un poco de mi voz» (Letra y música: Juanjo Ramos, Javier Mosteiro)                                   | 3:20     |  |
| 9.  | «Háblame»                                                                                             | 2:42     |  |
| 10. | «Danielle»                                                                                            | 4:22     |  |
| 11. | «Una y mil veces»                                                                                     | 4:18     |  |
| 12. | «Tan fácil (instrumental)»                                                                            | 4:18     |  |